# Supercoppa di Cina 2023
La Supercoppa di Cina 2023 è la diciottesima edizione della Supercoppa di Cina.
Si svolge l'8 aprile 2023 al Yellow Dragon Sports Center di Hangzhou tra lo Wuhan San Zhen, vincitore della Chinese Super League, e lo Shandong Taishan, vincitore della Coppa di Cina.

## Partecipanti
| Squadre          | Qualificazione                     | Partecipazioni precedenti (il grassetto indica la vittoria) |
| ---------------- | ---------------------------------- | ----------------------------------------------------------- |
| Wuhan San Zhen   | Vincitore della Super League 2022  | 0                                                           |
| Shandong Taishan | Vincitore della Coppa di Cina 2022 | 3 (1995, 1999, 2015)                                        |

## Tabellino
| Arbitro: | Ma Ning |

|                          |           |  |
| Aziz 10’ Xie Pengfei 56’ | Marcatori |  |

| Wuhan Three Towns | Shandong |

|                 |    |                 |     |     |
|                 |    |                 |     |     |
| P               | 22 | Liu Dianzuo     |     |     |
| D               | 3  | Wallace         | 31’ |     |
| D               | 18 | Liu Yiming      |     |     |
| D               | 20 | Gao Zhunyi      | 62’ |     |
| C               | 25 | Deng Hanwen     |     |     |
| C               | 21 | He Chao         |     | 78’ |
| C               | 10 | Nicolae Stanciu |     |     |
| C               | 30 | Xie Pengfei     |     | 68’ |
| A               | 4  | Wei Shihao      |     | 90’ |
| A               | 11 | Davidson        |     |     |
| A               | 9  | Aziz            |     | 90’ |
| A disposizione: |    |                 |     |     |
| P               | 1  | Wu Fei          |     |     |
| D               | 2  | Li Yang         |     |     |
| D               | 19 | Zhang Wentao    |     |     |
| D               | 23 | Ren Hang        |     |     |
| D               | 28 | Danny Wang      |     | 90’ |
| D               | 32 | Lu Haidong      |     |     |
| C               | 6  | Luo Senwen      |     |     |
| C               | 8  | Yan Dinghao     |     | 68’ |
| C               | 12 | Zhang Xiaobin   |     | 78’ |
| C               | 40 | Zhang Hui       |     |     |
| A               | 7  | Ademilson       |     | 90’ |
| A               | 29 | Tao Qianglong   |     |     |
| Allenatore:     |    |                 |     |     |
| Pedro Morilla   |    |                 |     |     |

|                 |    |                   |     |     |
|                 |    |                   |     |     |
| P               | 18 | Han Rongze        |     |     |
| D               | 37 | Ji Xiang          |     | 55’ |
| D               | 4  | Jadson            |     |     |
| D               | 27 | Shi Ke            |     |     |
| D               | 5  | Zheng Zheng       |     | 46’ |
| D               | 39 | Song Long         |     |     |
| C               | 10 | Moisés            |     |     |
| C               | 28 | Son Jun-ho        | 88’ |     |
| C               | 29 | Chen Pu           | 26’ | 64’ |
| A               | 22 | Pedro Delgado     |     | 40’ |
| A               | 7  | Guo Tianyu        |     | 55’ |
| A disposizione: |    |                   |     |     |
| P               | 26 | Liu Shibo         |     |     |
| D               | 6  | Wang Tong         |     | 46’ |
| D               | 11 | Liu Yang          |     | 64’ |
| D               | 16 | Li Hailong        |     |     |
| D               | 19 | Sun Guowen        |     | 40’ |
| D               | 35 | Huang Zhengyu     |     |     |
| C               | 15 | Qi Tianyu         |     |     |
| C               | 21 | Liu Binbin        |     | 55’ |
| C               | 25 | Marouane Fellaini |     | 55’ |
| C               | 36 | Duan Liuyu        |     |     |
| C               | 40 | Shi Songchen      |     |     |
| A               | 20 | Fernandinho       |     |     |
| Allenatore:     |    |                   |     |     |
| Hao Wei         |    |                   |     |     |